# Niziny (gromada)
Niziny – dawna gromada, czyli najmniejsza jednostka podziału terytorialnego Polskiej Rzeczypospolitej Ludowej w latach 1954–1972.
Gromady, z gromadzkimi radami narodowymi (GRN) jako organami władzy najniższego stopnia na wsi, funkcjonowały od reformy reorganizującej administrację wiejską przeprowadzonej jesienią 1954 do momentu ich zniesienia z dniem 1 stycznia 1973, tym samym wypierając organizację gminną w latach 1954–1972.
Gromadę Niziny z siedzibą GRN w Nizinach utworzono – jako jedną z 8759 gromad na obszarze Polski – w powiecie buskim w woj. kieleckim, na mocy uchwały nr 13a/54 WRN w Kielcach z dnia 29 września 1954. W skład jednostki weszły obszary dotychczasowych gromad Jarosławice i Januszkowice ze zniesionej gminy Tuczępy oraz Niziny wraz z wsią Lenartowice z dotychczasowej gromady Krzczonowice ze zniesionej gminy Oględów w tymże powiecie. Dla gromady ustalono 15 członków gromadzkiej rady narodowej.
Gromadę zniesiono 31 grudnia 1959, a jej obszar włączono do gromady Tuczępy w powiecie buskim (wsie Jarosławice i Januszkowice) oraz do gromady Koniemłoty w powiecie staszowskim (wsie Niziny i Lenartowice, kolonię Kowalówka Nizińska oraz osadę Młyńczysko)